# 앤드류 가필드
앤드류 러셀 가필드(영어: Andrew Russell Garfield 앤드루 러셀 가필드[*], 1983년 8월 20일 ~ )는 미국과 영국의 국적을 가진 배우이다. 미국 로스앤젤레스에서 태어나 영국 서리주에서 자랐다. 영국 연극 무대와 텔레비전 프로그램 제작을 하면서 경력을 쌓기 시작했으며, 2007년 드라마 영화 《로스트 라이언즈》에 출연하면서 영화 데뷔를 했다. 2010년 《소셜 네트워크》에서 에드와도 새버린 역을 연기해 주목을 받았고, 비평가들에 찬사를 받아 골든 글로브상과 영국 아카데미상(BAFTA)에 후보 지명되었다. 이후 스파이더맨 영화 시리즈의 리부트 작품인 《어메이징 스파이더맨》(2012)에서 주연 스파이더맨 / 피터 파커 역으로 출연해 대체로 좋은 평가를 받았다. 2014년 4월에 공개된 《어메이징 스파이더맨 2》에서도 다시 한 번 스파이더맨 역으로 출연하였다. 그는 또한 2012년 브로드웨이에서 공연 된 아서 밀러의 동명 소설을 기반으로 한 연극 《세일즈맨의 죽음》에서 비프 로먼 역을 연기해, 이 작품은 토니상 연극 남우조연상에 후보 지명되었다. 2014년에 그는 스릴러 드라마 《99 홈즈》에서 공동 제작과 주연을 맡았다. 2016년 가필드는 마틴 스코세이지의 《사일런스》와 멜 깁슨의 《핵소 고지》 등 두 작품에서 비평적으로 유명한 시대극 드라마에 출연했다. 그는 데즈먼드 도스 역의 연기로 호평을 받아 미국 아카데미상, 골든글로브상, 영국 아카데미 영화상 및 미국 배우 조합상에 후보 지명되었다.

## 성장 과정
1983년 미국 로스앤젤레스에서 태어났다. 어머니 린(결혼 전 성 힐먼)은 잉글랜드 에식스주 출신이며, 아버지 리처드 가필드는 미국 캘리포니아주 출신이다. 친조부모는 영국 출신이다. 가필드가 3살때 가족은 로스앤젤레스에서 영국으로 이주했고, 서리 주 엡솜에서 중산으로 살았다. 가필드의 아버지 집안은 유대계 집안으로, 가필드 또한 유대계라고 스스로 말했다. 친조부모 집안은 동유럽 (폴란드, 러시아, 루마니아)에서 런던으로 이주했다. 친조부모를 따라 성을 가핑클(Garfinkel)에서 가필드(Garfield)로 바꿨다.
가필드의 부모는 작은 인테리어 디자인 사업을 경영했다. 그 당시 어머니는 유아원 보조 교사였고, 아버지는 길퍼드 수영 클럽의 헤드 코치가 되었다. 형제자매로는 의사인 형이 있다. 가필드는 어린 시절 체조 선수이자 수영 선수였다. 원래 경업 공부를 할 생각이였지만, 16살때 연기에 관심을 갖게 되었다. 밴스티드에 있는 프라이어리 사립 초등학교를 다니다가 인근 애스티드의 시티오브런던프리먼 학교로 전학했다. 이후 런던 대학교 센트럴 스쿨 오브 스피치 앤 드라마를 다니다 2004년 졸업했다.

## 경력

### 초기 경력

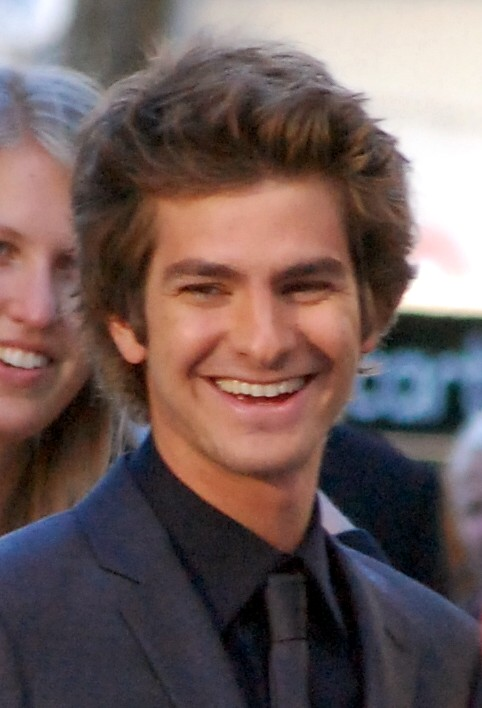
《파르나서스 박사의 상상극장》 프리미어의 가필드 (2009년)

가필드는 길퍼드에서 연기 수업을 받았다. 12살이 되자, 청소년 극장에서 연극 《벅시 말론》의 한 역할을 맡아 연기했다. 가필드는 또한 엡솜의 작은 청소년 연극 워크숍 그룹에 참여하고, 주로 연극 배우로 활동을 시작했다. 2004년, 맨체스터의 로열 익스체인지 극장의 맨체스터 이브닝 뉴스 연극상에서 최고의 신인 부문에서 상을 탔으며, 2006년에도 이브닝 스탠더드 연극상에서 뛰어난 신인상을 수상하였다. 가필드는 2005년 채널 4의 드라마 《슈가 러시》에 출연하여 영국에서 텔레비전 데뷔하였다. 2007년에는 《닥터 후》 시즌 3의 "맨해튼의 달렉"과 "달렉의 진화" 에피소드에 출연하였다. 가필드는 《닥터 후》에 출연한 것을 "영광"이라고 하였다. 2007년 10월, 〈버라이어티〉의 "주목하는 배우 10"에 선정되었다. 2007년 11월에는 《로스트 라이언즈》에 출연하여 미국 데뷔이자 첫 장편 영화 데뷔를 하였다. 가필드는 토드 역을 맡았으며, 톰 크루즈, 메릴 스트리프, 로버트 레드퍼드 등과 함께 출연하였다. 채널 4에서 제작한 텔레비전 영화로 첫 주연작인 《보이 A》는 2007년 11월에 공개되었다. 교도소에서의 복역을 마친 소년 잭을 연기하였다. 이 영화로 가필드는 영국 아카데미 텔레비전상에서 남우주연상을 수상하였다. 〈휴스턴 크로니클〉의 에이미 비안콜리는 가필드의 연기력에 대해 "세심함에 대해 의심할 여지가 없다."라고 하였다. 〈스타 트리뷴〉의 크리스티 디스미스는 "상세한 표현"을 그 예로 들며 반콜리의 의견에 의견에 동감하였다. 〈월스트리트 저널〉의 조 모건스턴은 가필드의 연기력에 대해 "경이적"이라고 하였으며, "그는 수많은 다양한, 잭의 인격 파편 조각을 위한 공간을 만들었다"고 하였다. 2008년 가필드는 《천일의 스캔들》에서 작은 역할을 맡았고, 베를린 국제 영화제에서 떠오르는 스타로 지명되었다. 2009년, 테리 길리엄 감독의 《파르나서스 박사의 상상극장》에 출연하였으며, 발렌티나를 토니로부터 되찾으려는 안톤 역을 맡았다. 또, 드라마 삼부작인 《레드 라이딩》에 출연했다. 〈로스앤젤레스 타임스〉의 케네스 터런은 《레드 라이딩》에서 가필드가 두드러졌다고 하였다.

### 2010-2011: 초기 경력

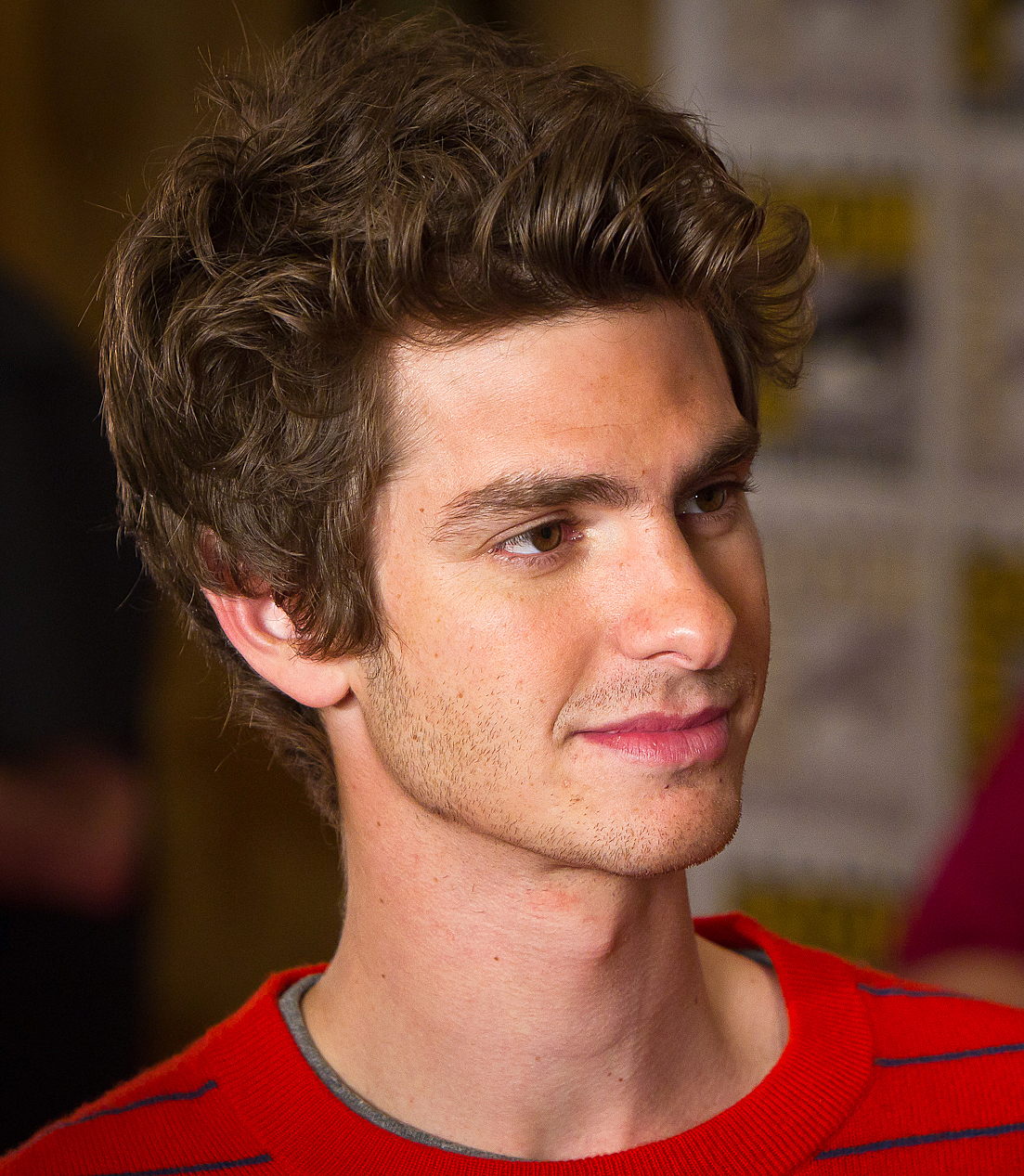
샌디에이고 코믹콘 인터내셔널의 가필드 (2011년)

2010년 가필드는 스파이크 존즈가 감독한 단편 영화 《아임 히어》에 출연하였으며, 시에나 길로리와 같이 연기한 이 단편 영화는 선댄스 영화제에 초청되었다. 같은 해, 가필드는 가즈오 이시구로의 2005년 소설 《나를 보내지마》를 원작으로 한 마크 로마넥 감독 SF 디스토피아 영화 《네버 렛 미 고》에 캐리 멀리건, 키이라 나이틀리와 함께 연기하였다. 가필드는 자신이 맡은 역할 토미에 대해 "이 아이들을 통해 흐르는 불안감이 있다. 특히 토미한테서. 너무 감각적이고 감정적이면서 동물적이니까. 이것이 토미에 대한 내 관점이다"라고 하였다. 가필드는 작품에서 던지는 실존적 질문에 관심을 보였다. 가필드는 〈네버 렛 미 고〉의 일부가 되는 것에 대해 "꿈은 이루어진다"고 일컬었다. 가필드는 이 영화로 새턴 어워드 남우주연상을 수상하였다. 〈클리블랜드 매거진〉의 클린트 오코너는 이 영화에서 보여준 가필드의 연기에 대해 "굉장히 고뇌에 찬 연기"라며 칭찬을 아끼지 않았으며, 〈USA 투데이〉는 멀리건과 나이틀리와 비교하면서 가필드를 "진짜의 발견"이라고 평했다. 영화에서 보여준 가필드의 연기력 뿐만 아니라 영화에 대한 평도 대체적으로 긍정적이였으나, 흥행에는 실패하였다.
같은 해, 가필드는 제시 아이젠버그와 같이 《소셜 네트워크》에 출연하였다. 페이스북의 창업 이야기를 다룬 작품으로, 가필드는 에드와도 새버린 역을 맡았다. 가필드는 자신이 맡은 새버린에 대해 "물론, 그가 이 지구 어딘가에서 숨쉬는, 실제 인물이라는 사실은 제 접근법에 대한 새로운 관점을 창조해 주었어요. 왜냐하면 당신은 아주 큰 책임감을 느낄 테니까요."라고 하였다. 《소셜 네트워크》의 감독 데이비드 핀처는 《네버 렛 미 고》의 감독인 마크 로마넥으로부터 정보를 받아 가필드를 만났고, 마크 저커버그를 연기하게 하였다. 핀처는 가필드에 대해 "믿을 수 없는 감정 이입"이라며 새버린 역을 맡게 하였다. 가필드는 이 작품으로 영국 아카데미 영화상에 남우조연상과 떠오르는 스타상, 골든 글로브 남우조연상 후보에 올랐다. BBC의 마크 커모드는 가필드가 아카데미상 후보에 오르지 못한 것에 대해 "소셜 네트워크에서 그가 매우 잘한 것을 누구나 안다"라고 하였다. 〈월스트리트 저널〉의 조 모건스턴은 "아주 미묘하면서 슬픈 듯한 매력"으로 묘사되었다고 말했다. 〈롤링 스톤〉은 "가필드를 주목해라. 그는 엄청나게 충격적으로 좋다."라고 하였다. 이렇듯, 가필드의 연기력에 대해 여러 매체들은 절찬을 하였다. 영화 자체도 매우 좋은 평을 받았으며, 로튼토마토에서는 96%를 받았다. 흥행에서도 성공하였다.

### 2012년-현재:어메이징 스파이더맨과 커리어 성공

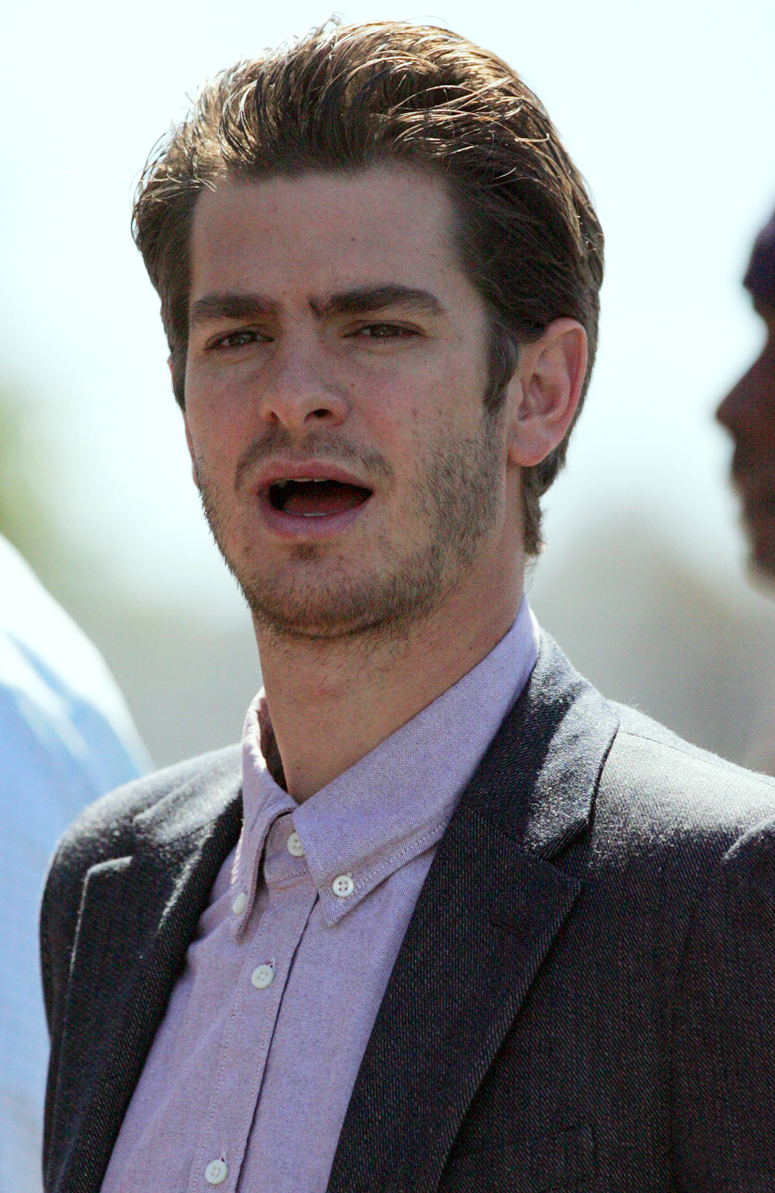
《어메이징 스파이더맨 2》 시드니 프리미어에서의 가필드 (2014년)

2012년, 가필드는 《스파이더맨 영화 시리즈》의 리부트 작품인 《어메이징 스파이더맨》의 주인공 스파이더맨 / 피터 파커 역으로 출연했다. 마크 웨브가 감독한 것으로, 엠마 스톤이 연기한 그웬 스테이시에게 사랑에 빠지는 역할이다. 가필드는 스파이더맨에 캐스팅된 것에 대해 "여러 가지 면에서 엄청난 도전"으로 보았으며, "진짜 같이" "또 다른 방식으로, 마치 살아 숨쉬는 듯"한 캐릭터를 만들어내야 했다. 가필드는 배역을 위해 운동 선수와 거미의 움직임을 공부하였고 둘을 결합하려고 노력했다. 가능한 유연하게 움직이기 위해 요가와 필라테스를 하였다. 그리고, 명상을 통해 그의 인생 경험을 끌어내었다 가필드는 눈물을 흘린 것을 인정하며, "수트를 입은 채로 더 잘 연기하는 배우"가 되는 것을 상상하며 처음으로 스파이더맨 의상을 입었다고 한다. 촬영하면서 4개월간 훈련을 받고, 자신의 역할을 연기하는 것에 대해 도전적이고 힘들었다고 한다. 〈엘르〉와의 인터뷰에서 가필드는 "필요 이상으로 스스로를 몰아붙였던 것 같다. 그게 긍정적인 자극을 줄 거라고 생각했거든. 뭔가를 들이받을 때 에너지가 생긴다. 마찰이 있어야 불씨가 생겨서 결국 불이 나듯이 자신과의 충돌을 통해서 연기적인 에너지도 만들어낼 수 있다고 믿었다. 그래서 어떤 의미에선 매일이 도전 같았다. 그만큼 훌륭한 동료 배우들과 감독, 스태프들과 함께하는 것이 중요하다는 걸 알았다. 스파이더맨을 중심에 두고 모든 스태프들이 손을 맞잡고 있는 것 같았다. 그래서 그 중심에 모든 에너지를 쏟아 붓는 거다. 최고의 이야기를 뽑아내고자 애를 쓰는 거지" 라고 말했다. 또, 가필드는 "3살 때부터 스파이더맨 옷을 입는 게 꿈이었다. 놀이터에 가는 기분으로 촬영에 임했다."라고 말했다. 영화는 2012년 7월에 공개되었다. 전세계적으로 752,216,557 달러의 흥행 수입을 냈으며, 2012년에 개봉한 영화 중 일곱번째로 좋은 흥행 성적을 올렸으며, 리부트한 영화 중 전세계에서 가장 좋은 성적을 올렸다. 영화는 대체적으로 좋은 평을 받았으며, 가필드의 연기는 매우 좋은 평을 받았다. 〈가디언〉의 피터 브래드쇼는 가필드의 연기에 대해 "완벽한 스파이더맨"이라고 하였으며, 〈롤링 스톤〉의 피터 트래버스는 완벽한 연기라고 하였다.
2012년 3월, 가필드는 브로드웨이 연극 《세일즈맨의 죽음》에서 비프 로먼 역을 맡으며 브로드웨이에도 데뷔하였다. 가필드는 이 작품으로 토니상 연극 남우조연상 후보에 올랐다. 2014년 4월에 공개된, 《어메이징 스파이더맨》의 속편 《어메이징 스파이더맨 2》에서도 같은 역을 맡았다. 같은 해, 5월 3일에는 《새터데이 나이트 라이브》를 진행하였다. 2014년 공개된 드라마 영화 《99 홈스》에서는 주연뿐만 아니라 제작에도 참여하였다. 2015년 2월, 소니와 마블 스튜디오는 스파이더 맨 역을 마블 시네마틱 유니버스에서 공동으로 제작하는 것이 발표 되었다. 이로 인해 《어메이징 스파이더맨 2》의 후편을 폐기하고 프랜차이즈를 폐쇄 하였다. 스파이더 맨의 역할은 톰 홀랜드로 교체되었다. 그는 또한 엔도 슈사쿠의 1966년 동명의 소설을 원작으로 한 마틴 스코세이지 감독의 영화 《사일런스》에서는 로드리게스 신부 역을 맡았다. 이 작품은 2014년부터 제작이 시작되어 영화는 17세기, 선교를 떠난 페레이라 신부(리암 니슨)의 실종 소식을 듣고 사라진 스승을 찾아 복음을 전파하기 위해 목숨을 걸고 일본으로 떠난 로드리게스 신부의 이야기를 다룬다. 2014년 11월, 가필드는의 전쟁 영화 《핵소 리지》에서 데스몬드 도스 역을 연기했다. 영화는 제2차 세계대전 중 오키나와 전투에서 무기 하나 없이 맨몸으로 홀로 75명의 부상자를 구하고, 그 공로를 인정 받아 총을 들지 않은 군인 최초로 미군 최고의 영예인 명예의 훈장을 받은 전쟁 영웅 데스몬드 도스의 실화를 다루며, 멜 깁슨이 감독을 맡아 가필드는 빈스 본과 샘 워싱턴 등과 공연했다.
2016년, 가필드는 2017년 4월부터 리틀턴 극장의 런던 국립 극장에서 공연 되는 토니 커쉬너의 두 편으로 구성 된 연극 《엔젤스 인 아메리카》에서 프라이어 월터 역에 캐스팅 된것이 발표 되었다. 이 작품은 마리안느 엘리엇이 연출을 맡아 러셀 토비와 데니스 고프와 공연한다.

## 사생활

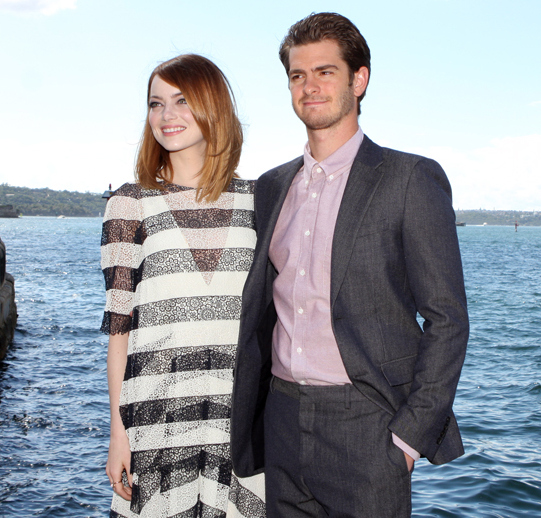
《어메이징 스파이더맨 2》 시드니 프리미어에서의 스톤과 여자 친구 엠마 스톤 (2014년)

가필드는 미국과 영국 국적을 보유하고 있다. 〈선데이 헤럴드〉와의 2009년 인터뷰에서 "두 곳 다 고향으로 느낀다"며, "다양한 문화를 즐긴다"고 하였다. 가필드는 자주 자신의 작품에 대해 인터뷰를 하지만, 사생활에 대해서는 밝히지 않는 편이다.
가필드는 2008년에 섀넌 우드워드와 교제하였으나, 2011년 헤어졌다. 2011년 중순부터 영화 《어메이징 스파이더맨》 출연을 계기로 만난 엠마 스톤과 실제로도 연인 사이로 발전하였다. 2015년에 그들은 결별한 것으로 언론매체에 보도 되었다.
2011년, 가필드는 세계 고아 재단 (Worldwide Orphans Foundation)의 스포츠 홍보대사가 되었다.
2013년, 동성 결혼의 합법화를 지지하였다. 2006년 남자 동성 결혼에 관한 연극 《Beautiful Thing》에 출연한 것을 반영하며, "평등은 논쟁의 대상이 아닙니다. 어떻게 동정심과 이해심을 두고 논쟁을 벌일 수가 있습니까?" 라고 하였다.